# Bodenstromaggregat

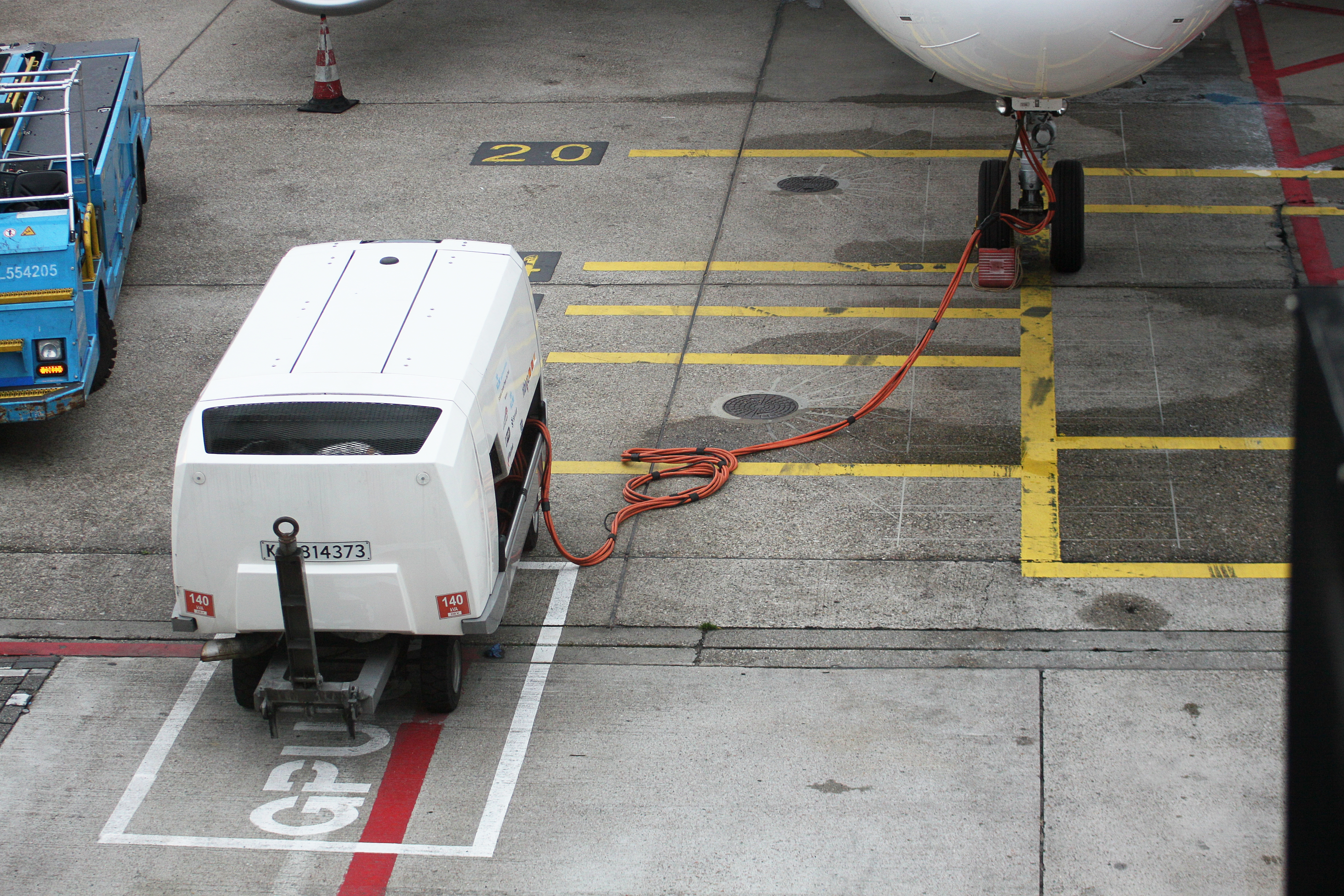
Ein am Flugzeug angeschlossenes Bodenstromaggregat

Ein Bodenstromaggregat (engl. ground power unit, GPU) ist ein Bodengerät, das elektrische Energie für Flugzeuge und andere Fluggeräte liefert. Es liefert Wechselstrom mit 115 V und 400 Hz, für kleinere Flugzeuge auch 28 V Gleichstrom. Das Gerät kann an das Stromnetz des Flughafens angeschlossen sein oder selbständig mit einem Verbrennungsmotor und einem Generator auf einem Fahrzeug oder Anhänger montiert sein.
Ein spezieller Steckkontakt wird an der Außenbuchse des Flugzeuges angeschlossen.
Die Stromversorgung durch das Bodenstromaggregat ermöglicht es, dass das Hilfstriebwerk (APU) am Boden abgeschaltet werden kann und trotzdem Strom für elektrische Geräte an Bord zur Verfügung steht (Cockpit, Bordküche, Klimaanlage usw.) Das abgeschaltete Hilfstriebwerk reduziert den Lärm und die Abgasbelastung am Flughafen, sowie den Treibstoffverbrauch und den Verschleiß des Hilfstriebwerkes.
Bei moderner ausgestatteten Flughäfen wird dem Flugzeug neben Strom aus dem Bodenstromaggregat auch noch klimatisierte Frischluft zugeführt. Dieses Pre-Conditioned Air-System (PCA) ist ein Klimatisierungssystem, das an der Fluggastbrücke klimatisierte Luft an das Flugzeug übergibt.
Für den Start der Flugzeugtriebwerke reicht das Bodenstromgerät nicht aus. Lediglich zweimotorige Geschäftsflugzeuge werden mit einem elektrischen Starter angelassen. Größere Fantriebwerke der heutigen Verkehrsflugzeuge benötigen für den Triebwerksstart Druckluft. Deshalb muss kurz vor dem Triebwerksstart das Hilfstriebwerk des Flugzeuges angelassen werden, um die erforderliche Druckluft für den Start der Haupttriebwerke zu liefern. Das Bodenstromgerät liefert dann lediglich den Strom für das Anlassen des Hilfstriebwerks.
Die externe Stromversorgung für Schiffe im Hafen erfolgt analog durch ein landseitiges Stromaggregat (Cold Ironing; engl. shore power).